# Chris Bosh
Ne doit pas être confondu avec le catcheur Chris Bosh.
Christopher Bosh, né le 24 mars 1984 à Dallas au Texas, est un joueur américain de basket-ball. 
Avec le Heat de Miami, il remporte le titre de champion NBA en 2012 puis 2013. Il joue aussi au niveau international pour l'équipe des États-Unis.
Bosh est choisi en quatrième position de la draft 2003 de la NBA derrière LeBron James, Darko Miličić et Carmelo Anthony.

## Carrière NBA

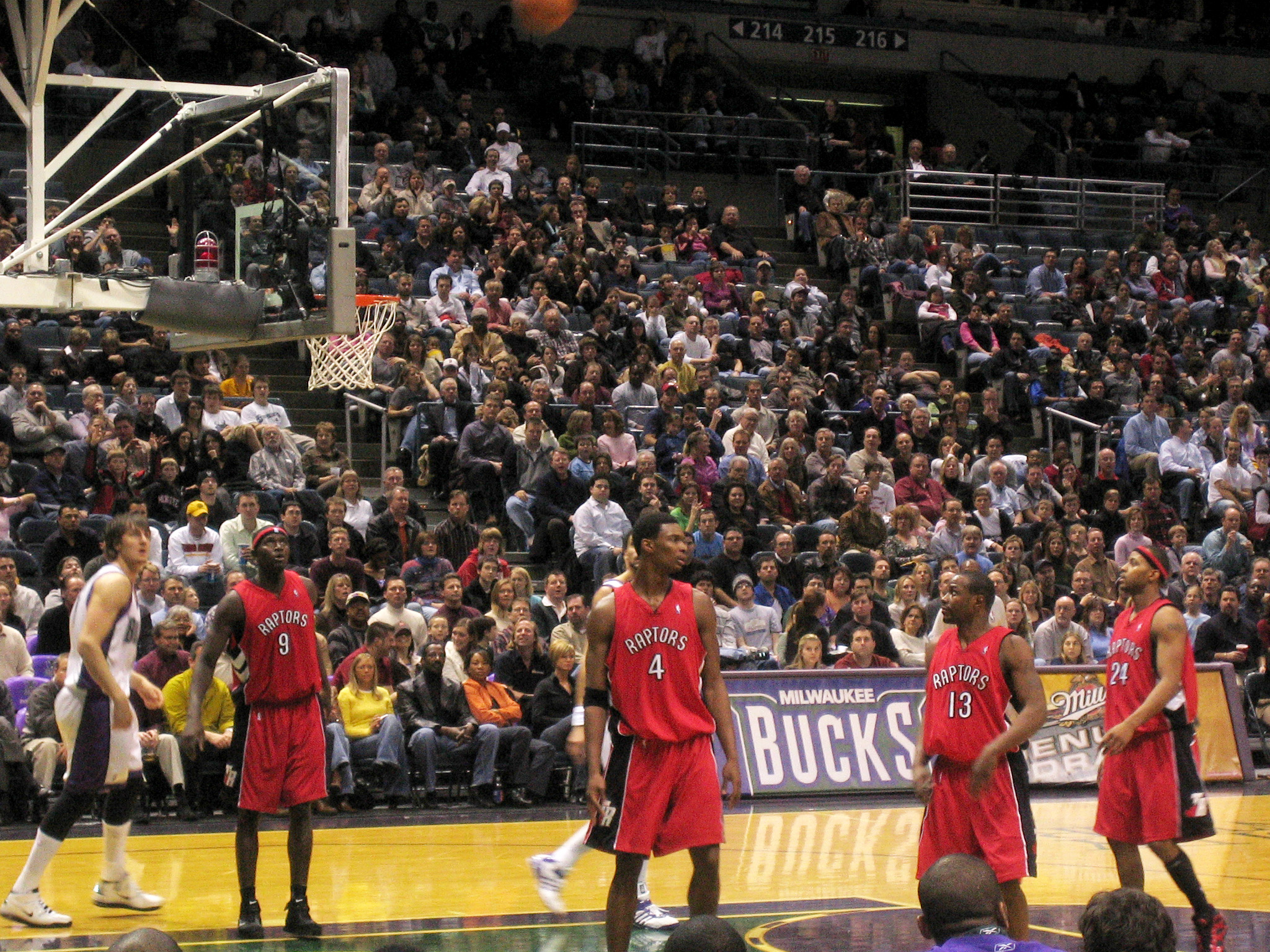
Chris Bosh avec les Toronto Raptors durant la saison 2005-2006.

### Toronto Raptors (2003-2010)
Chris Bosh commence sa carrière assez discrètement avec les Raptors de Toronto. Lors de cette période canadienne, il monte en puissance d'année en année et atteint des stats de MVP lors de sa dernière saison à Toronto avec notamment 24 points de moyenne par match.

### Heat de Miami (2010-2017)
Le 7 juillet 2010, Bosh annonce qu'il rejoint son ami Dwyane Wade au Heat de Miami en compagnie de LeBron James, l'ancien ailier des Cavaliers de Cleveland. Il forme ainsi avec ces 2 joueurs l'un des trio les plus impressionnants de l'histoire de la ligue. Il évolue au poste 4, en tant qu’ailier fort. Son rôle au sein de l’équipe change, car s'il était le meilleur joueur à Toronto, il doit désormais apprendre à jouer avec deux autres des cinq meilleurs joueurs actuels. Il termine sa première saison régulière avec Miami, avec des moyennes de 18,7 points et de 8,3 rebonds par match.
À l'entame de la saison 2011-2012, Chris Bosh réalise de bonnes rencontres, notamment lors d'un match où ses deux coéquipiers LeBron James et Dwyane Wade sont absents. Seul représentant de ce trio sur le parquet, il endosse le rôle du capitaine de l'équipe, et obtient une prolongation grâce à un tir à trois points au buzzer contre les Hawks d'Atlanta. De plus, lors des playoffs NBA 2012, son absence se fait ressentir contre les Pacers de l'Indiana. Lors des finales de conférence Est contre les Celtics de Boston, il commence le match 4 en tant que remplaçant, efficace lors du match 6 avec ses 19 points, il permet à Miami d'accéder à ses deuxièmes finales NBA consécutives en s'imposant 4 victoires à 3. Le Heat remporte finalement sa finale face au Thunder 4 à 1 grâce à la prestation de ses 3 stars et à l'apport des joueurs tels que Battier, Chalmers et Miller.

#### Saison 2014-2015
Le 11 juillet 2014, LeBron James annonce son départ du Heat, mais Bosh annonce qu'il reste à Miami. Le Heat recrute le rookie Shabazz Napier, Luol Deng et Danny Granger afin de reconstruire une équipe autour de Chris Bosh et Dwyane Wade.
Alors qu'il a des moyennes de 21,6 points, 8,2 rebonds et 2,1 passes décisives et 1,1 interception sur les 23 premiers matchs de la saison, Bosh doit s'absenter des parquets à la suite d'une élongation au mollet le 15 décembre. Il manque huit matchs et revient le 29 décembre contre le Magic d'Orlando. En 33 minutes, il marque vingt points et prend huit rebonds dans la défaite des siens 101 à 102.
Le 3 février 2015, lors du déplacement chez les Pistons de Détroit, en l'absence de Dwyane Wade, il marque 21 de ses 34 points (à 9 sur 9 aux tirs) durant le troisième quart-temps.

## Carrière internationale
La carrière internationale de Chris Bosh débute en 2002 lorsqu'il est sélectionné comme membre de l'équipe des États-Unis de basket-ball pour les Championnats du monde junior de 2002, compétition dans laquelle l'équipe termine avec la médaille de bronze.
En mars 2006, Bosh est convoqué pour le programme de préparation de l'équipe des États-Unis pour le championnat du monde de basket-ball 2006. En août 2006, Bosh est retenu parmi les douze joueurs devant représenter l'équipe des États-Unis ce mondial. Parmi ses coéquipiers, il y a notamment d'autres joueurs draftés la même année que lui tels que Dwyane Wade, LeBron James, Carmelo Anthony et Kirk Hinrich. L'équipe remporte la médaille de bronze, en battant le champion olympique 2004 l'Argentine.
Après la saison 2006-2007, Bosh est rappelé pour participer avec l'équipe des États-Unis au Championnat des Amériques de basket-ball 2007, mais cependant une blessure au pied le poussa à se retirer de l'équipe.
Le 23 juin 2008, il est sélectionné pour participer aux Jeux olympiques d'été de 2008 à Pékin avec l'équipe des États-Unis. Pendant le tournoi olympique, il joue comme pivot remplaçant de Dwight Howard, tournoi au cours duquel les États-Unis ont été invaincus et ont remporté la médaille d'or en battant l'Espagne en finale. Dans cette compétition Chris Bosh a eu une moyenne de 9,1 points par match et a été le meilleur rebondeur de l'équipe avec une moyenne de 6,1 rebonds par match.

## Clubs successifs
- De 2003 à 2010 :  Raptors de Toronto (NBA)
- De 2010 à 2017 :  Heat de Miami (NBA)

## Palmarès

### En sélection nationale
- Médaillé d'or aux Jeux olympiques d'été de 2008.
- Médaille de bronze au championnat du monde 2006.

### En franchise
- Champion NBA en 2012 et 2013 avec le Heat de Miami.
- Finales NBA contre les Mavericks de Dallas en 2011 et contre les Spurs de San Antonio en 2014 avec le Heat de Miami.
- Champion de la Conférence Est de NBA en 2011, 2012, 2013 et 2014 avec le Heat de Miami.
- Champion de la Division Sud-Est en 2011, 2012, 2013 et 2014 avec le Heat de Miami.

### Distinctions personnelles
- All-Rookie First Team en 2004.
- All-NBA Second Team en 2007.
- 10 sélections au NBA All-Star Game en 2006, 2007, 2008, 2009, 2010, 2011, 2012, 2013, 2014 et 2016 (mais ne participe pas à ce dernier pour cause de blessure).

- Élu au Naismith Memorial Hall of Fame en 2021.

## Records sur une rencontre en NBA
Les records personnels de Chris Bosh en NBA sont les suivants, :
| Record de la franchise |

| Type de statistique        | Saison régulière | Saison régulière           | Saison régulière | Playoffs | Playoffs              | Playoffs      |
| Type de statistique        | Record           | Adversaire                 | Date             | Record   | Adversaire            | Date          |
| -------------------------- | ---------------- | -------------------------- | ---------------- | -------- | --------------------- | ------------- |
| Points                     | 44               | @ Bucks de Milwaukee       | 20 janvier 2010  | 39       | Magic d'Orlando       | 26 avril 2008 |
| Paniers marqués            | 16               | 2 fois                     | 2 fois           | 16       | Magic d'Orlando       | 26 avril 2008 |
| Paniers tentés             | 31               | Pistons de Détroit         | 13 mars 2009     | 26       | Magic d'Orlando       | 26 avril 2008 |
| Paniers à 3 points réussis | 5                | Nets de Brooklyn           | 28 décembre 2015 | 4        | 2 fois                | 2 fois        |
| Paniers à 3 points tentés  | 9                | Bulls de Chicago           | 23 février 2014  | 7        | @ Pacers de l'Indiana | 28 mai 2014   |
| Lancers francs réussis     | 22               | @ Suns de Phoenix          | 22 décembre 2007 | 13       | @ Magic d'Orlando     | 20 avril 2008 |
| Lancers francs tentés      | 24               | @ Suns de Phoenix          | 22 décembre 2007 | 13       | @ Magic d'Orlando     | 20 avril 2008 |
| Rebonds offensifs          | 10               | @ Warriors de Golden State | 14 novembre 2006 | 9        | Magic d'Orlando       | 26 avril 2008 |
| Rebonds défensifs          | 18               | @ 76ers de Philadelphie    | 25 mars 2005     | 14       | @ Bulls de Chicago    | 10 mai 2013   |
| Rebonds totaux             | 22               | 2 fois                     | 2 fois           | 19       | @ Bulls de Chicago    | 10 mai 2013   |
| Passes décisives           | 9                | Nuggets de Denver          | 23 mars 2008     | 9        | @ Nets du New Jersey  | 4 mai 2007    |
| Interceptions              | 7                | @ Bulls de Chicago         | 23 janvier 2009  | 3        | 6 fois                | 6 fois        |
| Contres                    | 6                | 3 fois                     | 3 fois           | 4        | 4 fois                | 4 fois        |
| Balles perdues             | 8                | Bucks de Milwaukee         | 22 janvier 2012  | 4        | 5 fois                | 5 fois        |
| Minutes jouées             | 55               | Trail Blazers de Portland  | 13 janvier 2008  | 45       | @ Celtics de Boston   | 9 mai 2011    |

- Double-double : 344 (dont 23 en playoffs)
- Triple-double : 0

## Salaires
Les gains de Chris Bosh en NBA sont les suivants :
| Saison      | Équipe      | Salaire       |
| ----------- | ----------- | ------------- |
| 2003-2004   | Raptors     | 2 911 320 $   |
| 2004-2005   | Raptors     | 3 129 720 $   |
| 2005-2006   | Raptors     | 3 348 000 $   |
| 2006-2007   | Raptors     | 4 235 220 $   |
| 2007-2008   | Raptors     | 12 455 000 $  |
| 2008-2009   | Raptors     | 14 410 581 $  |
| 2009-2010   | Raptors     | 15 779 912 $  |
| 2010-2011   | Heat        | 14 500 000 $  |
| 2011-2012   | Heat        | 16 022 500 $  |
| 2012-2013   | Heat        | 17 545 000 $  |
| 2013-2014   | Heat        | 19 067 500 $  |
| 2014-2015*  | Heat        | 20 644 400 $  |
| 2015-2016   | Heat        | 22 192 730 $  |
| 2016-2017   | Heat        | 23 741 060 $  |
| 2017-2018   | Heat        | 25 289 390 $  |
| 2018-2019   | Heat        | 26 837 720 $  |
| Total Gains | Total Gains | 242 110 053 $ |

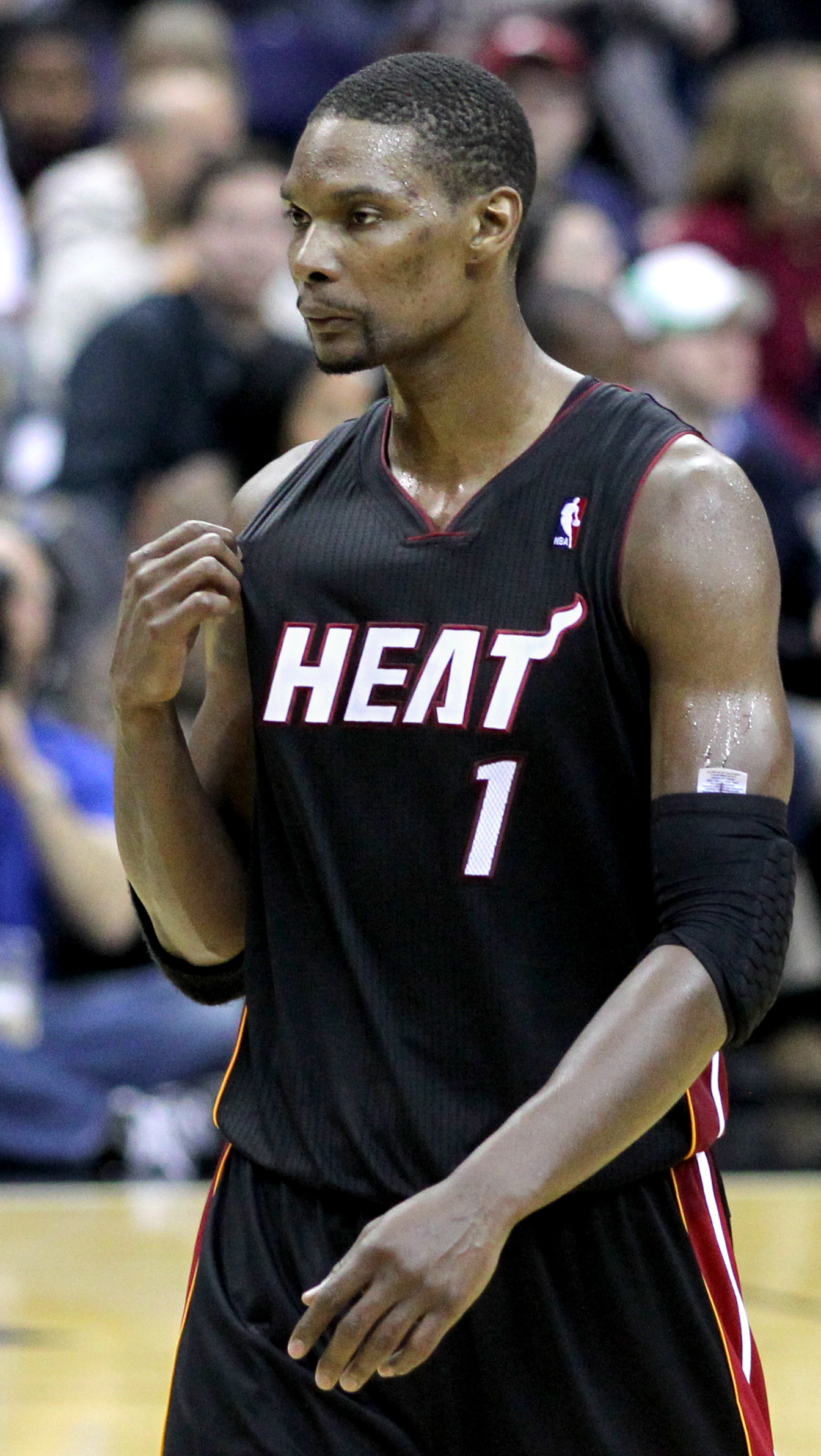
Chris Bosh en mars 2011.

Note : * Pour la saison 2014-2015, le salaire moyen d'un joueur évoluant en NBA est de 4 500 000 $.

## Rôle
- Lui-même dans Jessie en 2012
- Lui-même dans New York, unité spéciale épisode 2, saison 13
- Lui-même dans Rosewood, épisode 3, saison 1